# Friedrich Lentz
Friedrich Uffo Dietrich Lentz (* 10. Dezember 1769 in Oldenburg (Oldb); † 24. Dezember 1854 ebenda) war ein deutscher Kanzleidirektor in Diensten des Großherzogtums Oldenburg.

## Leben
Lentz wurde als Sohn des Konsistorialrats Heinrich Ernst Lentz (1737–1823) und dessen Ehefrau Christiane Henriette geb. Keller (1750–1803) geboren. Nach dem Besuch des Alten Gymnasiums Oldenburg studierte er von 1788 bis 1791 Jura an den Universitäten Erlangen und Tübingen. 1792 trat er in den oldenburgischen Staatsdienst und wurde Registrator im herzoglichen Kabinett. Diesem Kabinett gehörte er während seiner gesamten Dienstlaufbahn an, wurde 1798 zum Kabinettssekretär befördert und erhielt 1805 den Titel eines Kanzleirats.
Mit dem Beginn der Oldenburgischen Franzosenzeit ging Lentz im Februar 1811 aus dem Staatsdienst aus und begleitete den Herzog Peter I. in das russische Exil. Nach dessen Rückkehr erhielt er seine alte Stelle zurück.
Bei der Reorganisation des Kabinetts im Jahre 1821 wurden ihm die Kabinettsexpedition und das Rechnungswesen zugeteilt. Lentz war konservativ eingestellt und galt als fleißiger Arbeiter, der im Kabinett zu den engeren Vertrauten des Herzogs gehörte. Eine eigenständige Rolle in der Politik und Verwaltung des Großherzogtums spielte er jedoch nicht. Nach dem Regierungsantritt des Großherzogs August I. wurde Lentz im Dezember 1829 zum Geheimen Kabinettsrat und Vorstand der Staats- und Kabinettskanzlei ernannt. 1837 wurde er mit dem Titel Geheimer Staatsrat ausgezeichnet und ging im Dezember 1847, also unmittelbar vor der Deutschen Revolution, in den Ruhestand.

## Familie
Lentz heiratete am 18. November 1818 Marie Sophie geb. Trendelenburg (1798–1879), der Tochter des Eutiner Postkommissars Friedrich Wilhelm Trendelenburg († 1835) und Schwester des Berliner Professors Friedrich Adolf Trendelenburg (1802–1872). Die Ehe blieb kinderlos.